# Kumhausen
Kumhausen là một đô thị thuộc huyện Landshut trong bang Bayern nước Đức. Đô thị Kumhausen có diện tích 37,07 km², dân số thời điểm ngày 31 tháng 12 năm 2006 là 4827 người. 